# Trissodiplosis longicornis
Trissodiplosis longicornis är en tvåvingeart som beskrevs av Jean-Jacques Kieffer 1913. Trissodiplosis longicornis ingår i släktet Trissodiplosis och familjen gallmyggor.
Artens utbredningsområde är Kenya. Inga underarter finns listade i Catalogue of Life.